# Manchurian
 (avril 2021).

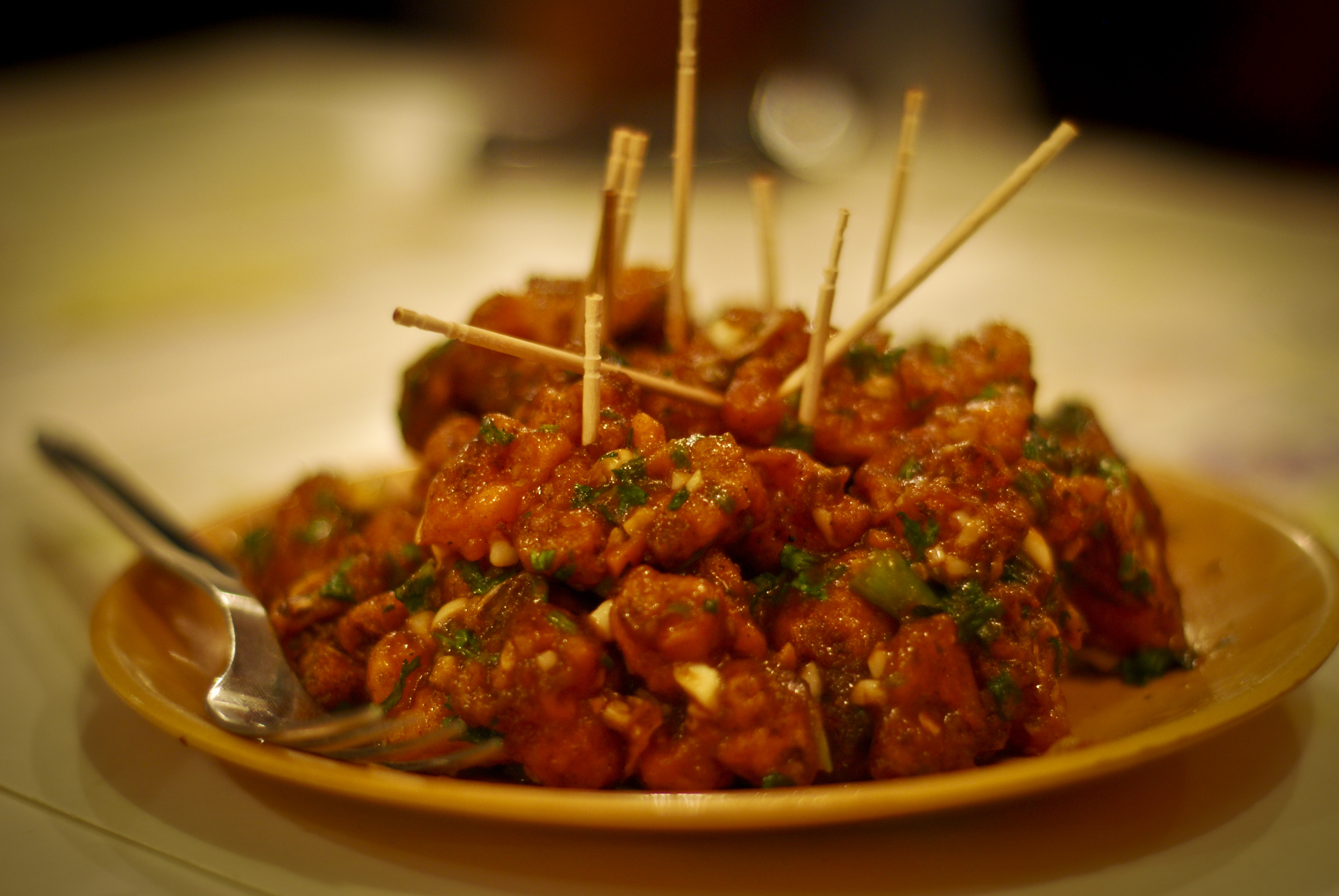
Variation à base de chou-fleur (gobi manchurian).

Manchurian est un type de plat indien issu de la cuisine chinoise, qui consiste à hacher un ingrédient principal comme le poulet, le chou-fleur (gobi manchurian), les crevettes, le poisson ou le mouton, puis à faire sauter la préparation à la poêle dans une sauce soja. Sa variation à base de chou-fleur est la plus utilisée. Le manchurian est vu comme une adaptation de la cuisine chinoise aux techniques d'assaisonnement indiennes.
Le mot manchurian trouve son origine étymologique du mot Mandchourie (Manchuria en anglais). Il en existe deux versions : en sauce (gravy) ou sèche (dry).